# Trichodemodes nigrosparsa
Trichodemodes nigrosparsa är en skalbaggsart som beskrevs av Stefan von Breuning 1963. Trichodemodes nigrosparsa ingår i släktet Trichodemodes och familjen långhorningar. Inga underarter finns listade i Catalogue of Life.